# Roger Chaussabel
Roger Chaussabel, né le 18 février 1932 à Marseille et mort le 27 novembre 2023 à Six-Fours-les-Plages,, est un coureur cycliste français. Professionnel entre 1956 et 1961, il compte à son palmarès des victoires d'étapes au Tour de Tunisie et au Grand Prix du Midi libre. Il a également terminé lanterne rouge du Tour de France en 1956.

## Palmarès
- 1953
  - 3e du Tour des Bouches-du-Rhône
- 1955
  - 1re et 8eb étapes du Tour de Tunisie
  - 2e du Grand Prix de Nice
- 1958
  - 2e étape du Grand Prix du Midi libre

## Résultats sur les grands tours

### Tour de France
3 participations
- 1956 : 88e et lanterne rouge
- 1957 : 47e
- 1958 : 70e

### Tour d'Espagne
1 participation
- 1959 : abandon (15e étape)